# Hanna Kosonen
Hanna Kosonen, née le 27 février 1976 à Savonlinna en Finlande, est une sportive et femme politique finlandaise. Elle est députée depuis 2015, et ministre de la Science et de la Culture pendant un an, de 2019 à 2020.
En sport, elle est double championne du monde junior de ski d'orientation en 1996, médaillée de bronze sur longue distance aux Championnats du monde de ski d'orientation 2000 et médaillée d'or au relais. Ses meilleures performances à la Coupe du monde de course d'orientation à ski sont la quatrième place au classement général en 2000 et la cinquième place au classement général en 2001.
En politique, elle est élue en 2015 députée au Parlement finlandais pour le parti du Centre. Elle est nommée ministre de la Science et de la Culture dans le gouvernement d'Antti Rinne en août 2019 pendant le congé de maternité d'Annika Saarikko.

## Biographie

### Formation, carrière professionnelle
Hanna Kosonen naît à Savonlinna dans la région de Savonie du Sud. Elle effectue ses études supérieures à l'Université de Jyväskylä et obtient une maîtrise ès arts en 2003,.
Professionnellement, elle effectue des missions au sein du groupe de l'industrie forestière Metsäliitto, de l'association Toiminnanjohtaja (fi), de la maison d'édition Maahenki (fi), et de l'association d'entrepreneurs Diges.

### Carrière sportive
Hanna Kosonen participe aux championnats du monde juniors en course d'orientation à ski 1996 à Banská Bystrica et Donovaly, où elle remporte une médaille d'or sur longue distance, une autre médaille d'or sur courte distance et une médaille de bronze au relais avec ses coéquipières finlandaises. En 1997, elle est 17e au classement général de la Coupe du monde. Elle participe ensuite aux Championnats du monde de course d'orientation de ski 1998 à Windischgarsten, où elle est 15e sur longue distance et 13e sur courte distance. Elle est 8e au classement général de la Coupe du monde en 1999.
Aux Championnats du monde 2000 à Krasnoïarsk, elle remporte la médaille de bronze sur longue distance, se classe 14e sur courte distance et remporte la médaille d'or au relais avec l'équipe finlandaise, avec Mervi et Liisa Anttila. Elle est quatrième au classement général de la Coupe du monde 1999, cinquième en 2001. Aux Championnats du monde de 2002 à Borovetz, elle est 9e en demi-fond et 18e en fond.

### Carrière politique
En politique, Hanna Kosonen rejoint le Parti du Centre ; elle est élue en 2015 députée au Parlement finlandais, pour la circonscription du sud-est de la Finlande. Elle fait partie de la commission de l'éducation et de la culture. Elle est aussi élue membre du conseil municipal de Savonlinna, en 2017. Elle est réélue en 2019 au parlement, pour la mandature 2019-2023. Le 9 août 2019, Hanna Kosonen est nommée ministre de la Science et de la Culture dans le gouvernement d'Antti Rinne, en remplacement d'Annika Saarikko, qui est en congé de maternité,. Annika Saarikko reprend son poste en août 2020.

### Vie personnelle
Hanne Kosonen est mariée, a deux enfants ; elle divorce en 2017.